# Montaigut-sur-Save
Montaigut-sur-Save település Franciaországban, Haute-Garonne megyében. Lakosainak száma 1946 fő (2022. január 1.). Montaigut-sur-Save Merville, Daux, Lévignac, Saint-Paul-sur-Save, Larra, Pibrac és Mondonville községekkel határos.

## Népesség
A település népességének változása:
| Lakosok száma | 419  | 724  | 972  | 1513 | 1592 | 1599 | 1682 | 1839 | 1897 | 1946 |
|               | 1968 | 1982 | 1990 | 2006 | 2013 | 2015 | 2017 | 2019 | 2020 | 2022 |